# Ägidienkirche (Speyer)

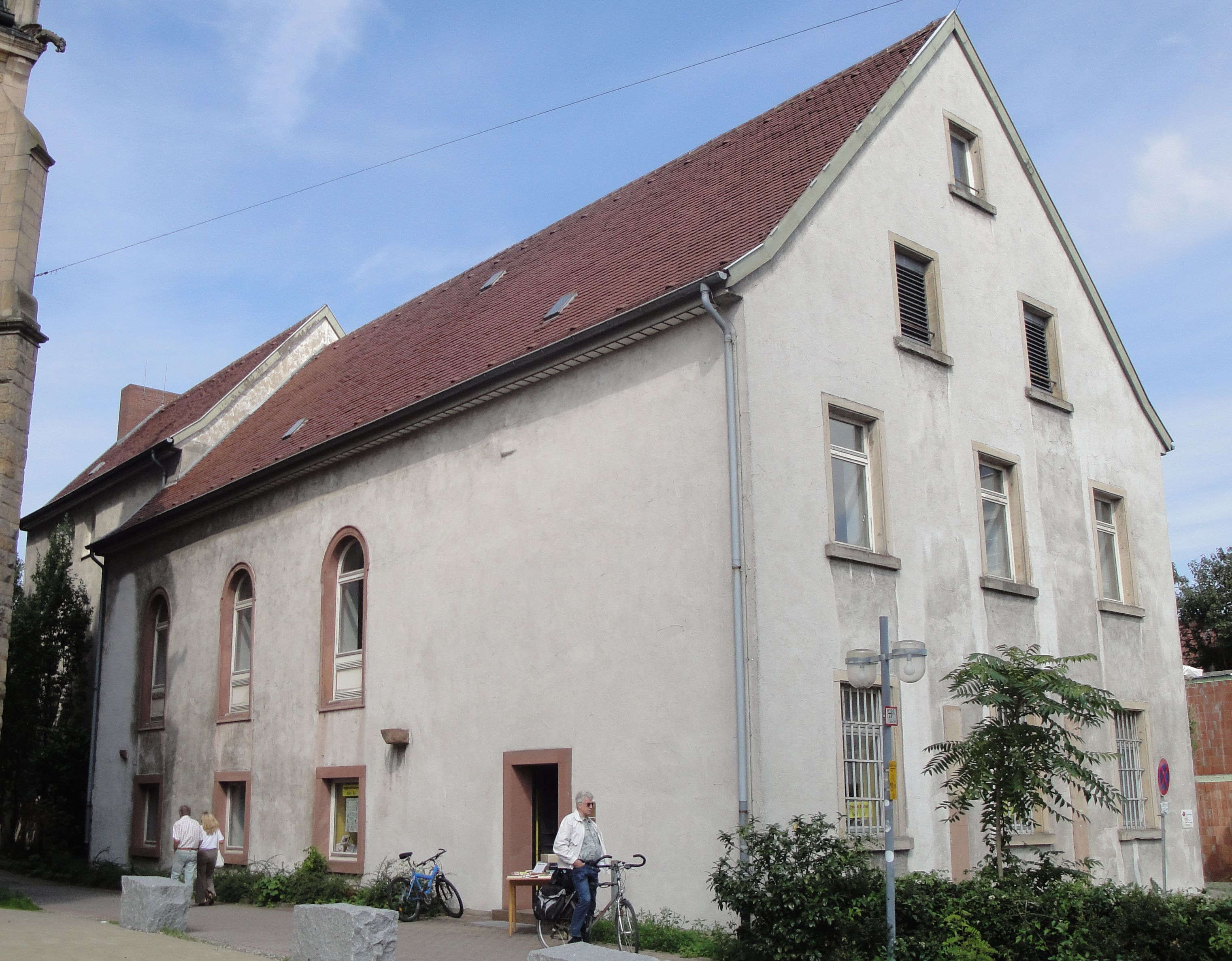
Die zweite Ägidienkirche aus dem 17. Jahrhundert (Gilgenstraße 19; heute profaniert und umgebaut)

Die Ägidienkirche in Speyer war eine im 12. Jahrhundert errichtete, dem heiligen Ägidius geweihte Kirche; erst katholische, später reformierte Pfarrkirche, danach Klosterkirche der Kapuziner.

## Geschichte
Um 1140 ließ Burchard, Kanoniker am Stift St. Guido zu Speyer auf seinem und seiner Mutter Eigentum, in der Speyerer Vorstadt, eine dem Hl. Ägidius geweihte Kirche mit Hospital erbauen. Diese Stiftung schenkte er 1148, nach dem Tod seiner Mutter, dem Augustiner-Chorherrenstift Hördt. Zeuge der Schenkung war der Speyerer Bischof Günther von Henneberg. Schon bald wurde daraus eine der Speyerer Pfarrkirchen, das Kloster Hördt besetzte sie mit eigenen Geistlichen oder stellte welche dort an. 1565 präsentierte der Hördter Propst dort als letzten katholischen Pfarrer, den aus Speyer stammenden Jost Neblich.
1566 brachte der reformierte Pfälzer Kurfürst Friedrich III. Kloster Hördt unter seine Kontrolle und löste es in der Folge auf. In diesem Zusammenhang vertrieb man, nach längeren vergeblichen Versuchen, Pfarrer Neblich gewaltsam aus der zum Kloster gehörenden Speyerer Kirche St. Ägidius und installierte dort im Frühjahr 1572 den ersten protestantischen Pfarrer Johann Willing. Fortan diente St. Ägidius als reformierte Pfarrkirche.
Als im Dreißigjährigen Krieg kaiserliche Truppen unter Erzherzog Leopold von Österreich Speyer besetzten, wurde die Ägidienkirche am 1. Mai 1623 den neu in der Stadt angesiedelten Kapuzinern übergeben. Da sie baufällig war wollten sie eine neue errichten, deren Grundstein man 1625 legte. 1628 wurde sie nach Plänen des Ordensbruders Peter von Köln, in Form einer Saalkirche fertiggestellt. Der Erzherzog hatte 10.000 Gulden zum Neubau zugeschossen. Auf Anordnung des Speyerer Bischofs sollte die neue Kirche die Ägidiustradition der alten fortsetzen und der Hauptaltar musste wieder diesem Heiligen geweiht werden. Gleichzeitig waren auf dem alten Areal auch die erforderlichen Klostergebäude mit Hospital neu gebaut worden. Besonders der Adelige Wilhelm Sturmfeder von Oppenweiler († 1647) und seine Gattin Barbara geb. von Werdenau (Wernau) unterstützen den Bau von Kirche bzw. Konvent großzügig und hatten allein für die Klostergebäude 20.000 Gulden gespendet; er wählte die Kirche als Grablege für sich und seine Familie. Barbara Sturmfeder geb. von Werdenau war eine Großtante des späteren Würzburger Fürstbischofs Konrad Wilhelm von Wernau († 1684).
Nach dem Westfälischen Frieden (1648) ließ die Kurpfalz den Kapuzinerorden 1650 aus der Kirche vertreiben, wobei man sogar einen Pater während der Messe vom Altar zerrte. Wieder wurde St. Ägidius reformierte Pfarrkirche. Als die Franzosen im Pfälzischen Erbfolgekrieg die Gegend beherrschten, gaben sie das Kloster 1688 an den Orden zurück. Bei der Niederbrennung der Stadt, auf Befehl Ludwig XIV. (1689), erlitt das Kapuzinerkloster mit seiner Kirche zwar Schäden, blieb aber weitgehend unzerstört. Schon 1694 befanden sich dort wieder Ordensleute. Zu Beginn des Jahres 1766 besuchte der Generalminister (Ordensgeneral) Paul von Colindres das Speyerer Kloster.
Bei der französischen Besetzung im Rahmen des Ersten Koalitionskrieges sollten die Konventualen 1793 den Eid auf die Zivilverfassung des Klerus ablegen, was sie verweigerten und deshalb ausgewiesen wurden. 1796 kehrten sie dorthin zurück. Durch den Frieden von Campo Formio (1797) fiel Speyer als Teil der deutschen Gebiete auf dem linken Rheinufer, formell an die Französische Republik, die das Kloster 1798 aufhob und die Gebäude zum Staatseigentum erklärte. Die Stadt kam politisch zum Département du Mont-Tonnerre, kirchlich ab 1801 zum deckungsgleichen, neu geschaffenen Großbistum Mainz. In dieser Zeit wurde die Ägidienkirche zur Speyerer Haupt-Pfarrkirche erhoben, da der Dom ruinös war und man ihn abreißen wollte. Bischof Joseph Ludwig Colmar verhinderte dies durch persönliche Intervention bei Kaiser Napoleon, der 1806 per Dekret die Erhaltung des Domes und seine Umwandlung zur Stadtpfarrkirche, zugunsten seiner Wiederherstellung jedoch den Verkauf der Ägidien- der Jesuiten- und der Franziskanerkirche verfügte. Die Ägidienkirche erlöste 1807, beim Verkauf, 1728 Franken, die der Renovierung des Speyerer Domes zugutekamen. Sie wurde profaniert; 1835 richtete man in dem ehemaligen Gotteshaus ein Tabakmagazin ein, 1886 erwarb es das Königreich Bayern und nutzte das Gebäude als Lagerraum für das Zollamt. 1979 erfolgte der Umbau zum Ägidienhaus, als Gemeindezentrum der seit 1914 südlich daneben, auf dem ehemaligen Klostergelände, befindlichen katholischen Pfarrkirche St. Joseph. Aus dem 17. Jahrhundert sind noch die Außenmauern mit leicht eingezogenem, langgestrecktem Rechteckchor erhalten. 
Die reformierte Gemeinde Speyer baute sich als Ersatz 1700 bis 1702 die Heiliggeistkirche.